# عبد الله بن جعفر المخرمي
أبو محمد عبد الله بن جعفر بن عبد الرحمن بن المسور بن مخرمة الزهري المخرمي المدني، (- 170 هـ) من أئمة الحديث الثقات، وكان فقيهًا، مفتيًا، بصيرًا بالمغازي. مات في سنة سبعين ومائة.

## روايته للحديث
- حدث عن: أبيه، وعمه أبيه أم بكر بنت المسور وسعد بن إبراهيم القاضي، وسعيد المقبري، وعثمان الأخنسي، ويزيد بن عبد الله، وإسماعيل بن محمد بن سعد.
- حدث عنه: عبد الرحمن بن مهدي، وعثمان بن عمر العبدي، ومحمد بن عمر الواقدي، وخالد بن مخلد، ويحيى الحماني، ويحيى بن يحيى التميمي، وعدة.

## الجرح والتعديل
- أبو حاتم بن حبان البستي : كثير الوهم.
- أبو دواد السجستاني : سمعت أحمد يثبته.
- أبو زرعة الرازي: أحب إلي من يزيد بن عبد الملك النوفلي.
- أبو عبد الله الحاكم النيسابوري : ثقة مأمون.
- أبو عيسى الترمذي : ثقة عند أهل الحديث.
- أحمد بن حنبل : ليس بحديثه بأس، ومرة: ثقة.
- أحمد بن شعيب النسائي : ليس به بأس.
- أحمد بن صالح الجيلي : ثقة.
- ابن أبي حاتم الرازي : ليس به بأس.
- ابن حجر العسقلاني : ليس به بأس.
- الذهبي : صدوق مفت بالمدينة.
- عبد الرحمن بن يوسف بن خراش : صدوق.
- علي بن المديني : ثقة.
- محمد بن إسماعيل البخاري : صدوق ثقة.
- محمد بن عبد الله بن البرقي : ثبت.
- مصنفوا تحرير تقريب التهذيب : ثقة.
- يحيى بن معين : ليس به بأس، صدوق، وليس بثبت، وفي رواية عثمان بن سعيد الدارمي، قال: ثقة.[2]